# چاینا ریسورسز ونگارد
چاینا ریسورسز ونگارد (انگلیسی: China Resources Vanguard) شرکت خرده‌فروشی چینی است، که در سال ۱۹۸۴ تأسیس شد.